# Oyala
Oyala, Ciudad de la Paz lub Djibloho – miasto, które w przyszłości ma zostać stolicą Gwinei Równikowej, zastępując dotychczasową stolicę Malabo. Jego budowa nie została jeszcze ukończona, przeniesienie stolicy planowane było rok 2020.  W lutym 2017 premier Francisco Pascual Obama Asue wraz z całym rządem przeniósł się z Malabo do Oyali. W tym samym roku przemianowano miasto na Ciudad de la Paz, co znaczy "Miasto pokoju".

## Historia
Budowa miasta została zainicjowana przez dyktatora Gwinei Równikowej – Teodoro Obiangę Nguemę Mbasogo. Według Mbasogo przeniesienie stolicy z Malabo jest podyktowane względami bezpieczeństwa.

## Lokalizacja
Nowa stolica wchodzi w skład prowincji Wele-Nzas. Jest to słabo zaludniony region, w którym dominują wilgotne lasy równikowe. Większe miasta w okolicy to Mengomeyén, Mongomo i Bata. Oyala zasilana będzie energią pochodzącą z hydroelektrowni w Evinayong, będzie to zatem pierwsza stolica na świecie zasilana całkowicie z odnawialnych źródeł energii.

## Budowa
Miasto zostało zaprojektowane przez portugalską pracownię IPF (Ideias O Futuro para). Szacunkowa liczba ludności ma wynieść 200 tys. co stanowi ponad ⅓ ludności kraju. Powierzchnia zajmowana przez Oyalę ma 8150 ha (81,5 km²).
Według IPF, projekt Oyala łączy w sobie nowoczesność i szacunek dla korzeni kulturowych kraju, wspieranie lokalnej tożsamości i bogactwo ekosystemu, w którym działa, sprzyjając stabilności w najróżniejszych aspektach. Oyala będzie połączona z lotniskiem w Mengomoyén oddalonym od niej o 20 km.
1 sierpnia 2015 prezydent Teodoro Obiang Nguema Mbasogo dokonał symbolicznego otwarcia miasta.

### Firmy uczestniczące w budowie

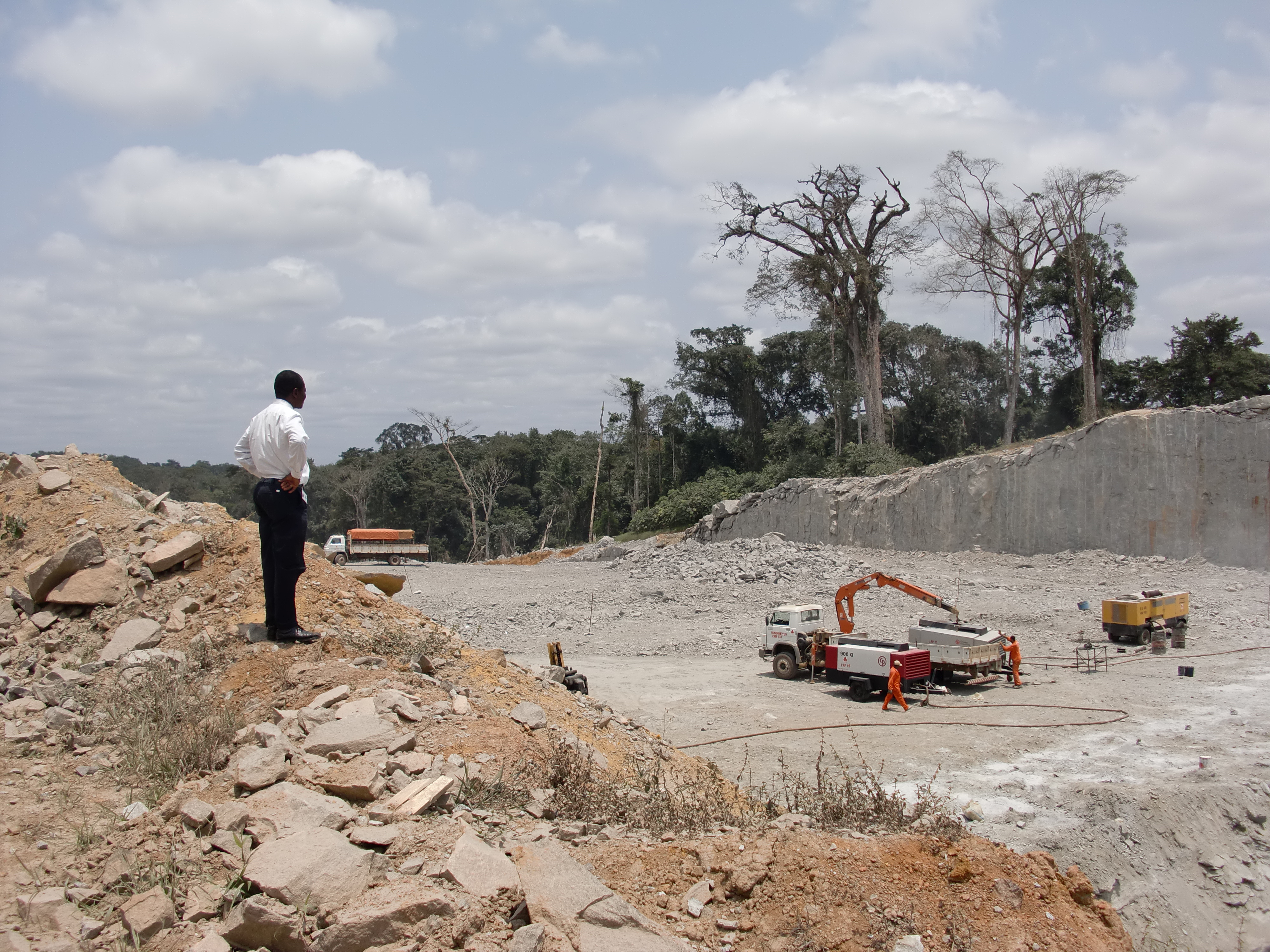
Budowa autostrady

W projekcie uczestniczą firmy i pracownicy z Portugalii, Brazylii, Korei Północnej oraz Polski.
- Dyrektor planowania, dróg i autostrad: Vinci, Egis Route[12]
- Uniwersytet: Unicon Guinea[13]